# Christian Heinke
Christian Heinke (* 21. August 1970 in Lüneburg) ist ein deutscher Schriftsteller.

## Leben
Heinke studierte Medienwissenschaft, Germanistik und Philosophie an der Ruhr-Universität Bochum. Er arbeitet als freier Autor für den Hörfunk beim Westdeutschen Rundfunk und das Filmmuseum Düsseldorf. 2005 begann er sein Projekt „Die Haut“, einen Thriller über einen Serienkiller der eine Reihe von Fotomodellen ermordet, als Hörspiel in Form eines Podcasts zu veröffentlichen. Über den Podcast-Bereich der Apple iTunes Musikplattform wurde er einem größeren Publikum bekannt. Heinke schreibt überwiegend Thriller insbesondere über Serienkiller mit einem mythologischen Bezug. Die Handlung findet überwiegend in den Vereinigten Staaten statt und die Protagonisten sind zumeist Frauen.
Er ist außerdem Leiter der Mediathek des Instituts für Medienwissenschaft der Ruhr-Universität Bochum und ist Moderator und Organisator der Veranstaltungsreihe „Filme im Quadrat“.
Heinke lebt in Bochum.

## Werke
- 2005 Die Haut – Podcast-Thriller
- 2006 Kabbalah – Podcast-Mystery
- 2008 Die Haut, KaMeRu Verlag, ISBN 3-906739-34-1
- 2014 escape -Die Flucht, BookRix, ISBN 978-3-7309-8469-7
- 2014  Das Mal – Wer hat Angst?, BookRix, ISBN 978-3-7309-8470-3